# لويد باكستر
لويد باكستر (بالإنجليزية: Lloyd Baxter)‏ هو لاعب كرة قدم أمريكية أمريكي، ولد في 18 يناير 1923، وتوفي في 2 فبراير 2010.